# Kate Grilley
Kate Grilley, née en 1943 à Milwaukee, dans l'État du Wisconsin, est une femme de lettres américaine, auteure de roman policier.

## Biographie
En 2000, elle publie Death Dances to a Reggae Beat pour lequel elle est lauréate du prix Anthony 2001 du meilleur livre de poche original.

## Œuvre

### Romans signés Kate Grilley

#### SérieKelly Ryan
- Death Dances to a Reggae Beat (2000)
- Death Rides an Ill Wind (2001)
- Death Lurks in the Bush (2002)

### Romans signés Kate Borden

#### SériePeggy Jean Turner
- Death of a Tart (2004)
- Death of a Trickster (2004)
- Death of a Turkey (2005)

### Nouvelles
- Guavaberry Christmas (1998) Publié en français sous le titre Noël aux Caraïbes, dans l'anthologie Meurtres à table, Genève, La Joie de lire, 2004  (ISBN 978-288258298-0)
- Maubi and the Jumbie (1999)

## Prix et distinctions

### Prix
- Derringer Award 1998 de la meilleure nouvelle pour Guavaberry Christmas[1]
- Prix Anthony 2001 du meilleur livre de poche original pour Death Dances to a Reggae Beat[2]

### Nominations
- Prix Agatha 1999 de la meilleure nouvelle pour Maubi and the Jumbie[3]
- Prix Agatha 2000 du meilleur premier roman pour Death Dances to a Reggae Beat[3]
- Prix Macavity 2001 du meilleur premier roman pour Death Dances to a Reggae Beat[4]